# Paul Onuachu
Ebere Paul Onuachu (Owerri, 28 de mayo de 1994) es un futbolista nigeriano que juega en la posición de delantero en el Trabzonspor de la Superliga de Turquía.

## Trayectoria
Onuachu comenzó su carrera profesional en 2012 en las categorías inferiores del club nigeriano FC Ebedei, pero rápidamente se trasladó al FC Midtjylland de Dinamarca en ese mismo año. Su gran oportunidad llegó en 2015, cuando se incorporó al Vejle BK en Noruega, donde destacó por su rendimiento y su capacidad para marcar goles.
En 2019, Onuachu dio el salto a la élite del fútbol europeo al fichar por el KRC Genk de la liga de Bélgica, donde alcanzó su máximo nivel de rendimiento. Durante su tiempo en Genk, se convirtió en uno de los máximos goleadores de la liga belga, lo que le permitió atraer la atención de clubes más grandes.
Además, ha sido internacional con la selección de Nigeria, participando en competiciones como la Copa Africana de Naciones y en eliminatorias de la Copa del Mundo.

## Selección
En febrero el año 2015 fue llamado a la selección nacional sub-23 de Nigeria.
El día 22 de marzo de 2019 fue convocado a la selección mayor dónde realizó su debut ingresando por Oghenekaro Etebo. El 26 del mismo mes marcó su primer gol con la selección en la victoria 1-0 ante la selección de Egipto.

## Palmarés

### Títulos nacionales
| Título                 | Club              | País      | Año  |
| ---------------------- | ----------------- | --------- | ---- |
| Superliga de Dinamarca | F. C. Midtjylland | Dinamarca | 2015 |
| Superliga de Dinamarca | F. C. Midtjylland | Dinamarca | 2018 |
| Copa de Dinamarca      | F. C. Midtjylland | Dinamarca | 2019 |
| Copa de Bélgica        | K. R. C. Genk     | Bélgica   | 2021 |

## Estilo de juego
Juega como delantero y es conocido por su imponente físico y capacidad goleadora. Onuachu se caracteriza por su excelente juego aéreo, su potencia física y su capacidad para marcar goles, especialmente dentro del área.